# Combate de La puerta de los leones
El Combate de La Puerta de Los Leones o también conocido como Combate de Talcahuanoo Batalla de Talcahuano es un hecho de armas ocurrido en la ciudad de Talcahuano, el 5 de septiembre de 1931, en el marco de la Sublevación de la Escuadra de Chile. Específicamente en la zona de entrada del "Apostadero Naval de Talcahuano", conocida como "Puerta de los Leones" por las esculturas de dos felinos que se hallan en ambos extremos de la avenida principal del recinto militar.
Las fuerzas que se enfrentaron fue; por una parte, la marinería y suboficiales (llamada "gente de mar") en conjunto a los obreros de los arsenales y del dique (conocidos como "los compañeritos") y el Ejército de Chile por otra.

## Desarrollo

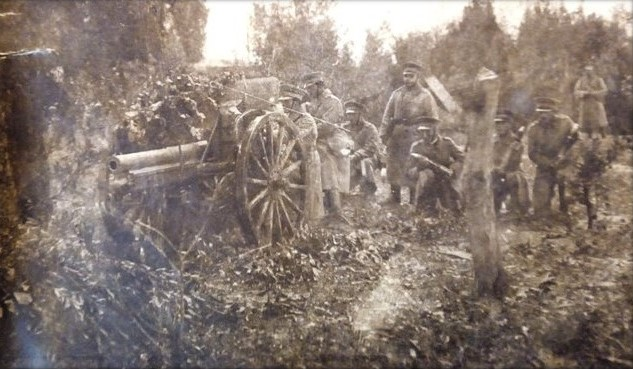
Cañon de artillería empleado en el Fuerte "El Morro", uno de los que hicieron daño al "Riveros".

Ante los hechos sucedidos en el país, el gobierno envía a los regimientos "O’Higgins" y "Chacabuco", los regimientos de caballería "Húsares" y "Guías", y el apoyo del grupo de artillería a caballo N°3 "Silva Renard" y el Batallón de tren N°3. Comandados por el General Guillermo Novoa. El avance de las tropas hacia el puerto fue desde el Sector Perales (en aquel entonces zona rural y de algunas casas quinta), lográndose hacer dueños del Fuerte El Morro, considerado "llave" de las posiciones del puerto, desde la Guerra de la Independencia. 
El ataque comenzó a la 15:30 horas, cuando la artillería del ejército abrió fuego sobre el solitario destructor Riveros, que protegía las instalaciones navales amotinadas. El destructor fue duramente castigado durante el intercambio de cañonazos, por lo que se retiró a la Isla Quiriquina, donde desembarcó muertos y heridos.
Los sublevados de Talcahuano fueron completamente derrotados después de dos días de combates contra 4 regimientos (Guías, Chacabuco, O'Higgins y Húsares) y un grupo de artillería (Silva Renard). Los fuertes de El Morro, Punta de Parra y Borgoño fueron los últimos en ser rendidos, el día 6 de septiembre. El número de bajas de estos enfrentamientos no es conocido, pero se estima que fue una cifra no despreciable.

En el combate de Talcahuano hubo un apreciable número de bajas, entre muertos y heridos, tanto de parte de los rebeldes como entre las tropas gubernativas. La captura de los fuertes puso en poder del gobierno mil prisioneros y todo el armamento y municiones que existía en ellos. El Comité Revolucionario que se había organizado se rindió incondicionalmente.
Ricardo Donoso

El desarrollo del ataque fue seguido en tiempo real por las tripulaciones de la Escuadra en Coquimbo, que recibieron impotentes las transmisiones de Talcahuano hasta poco antes de la caída de la base.

A bordo del Latorre [...] todo el Estado Mayor [de las Tripulaciones] seguía las alternativas del combate a través de la acción de una radioestación. El operador nos describió en detalle la ofensiva contra los fuertes, considerados inexpugnables. De pronto grito: "¡Atención Coquimbo! ¡Ahora vienen contra nosotros!" [...] "Atención -dijo luego: ¡está cayendo gente!" [...] Nosotros escuchábamos consternados, con profunda emoción, sin poder hacer absolutamente nada a la distancia. Entonces el muchacho de la Base gritó a través del aparato "¡Epa! ¡Ya están subiendo hasta mi emplazamiento! ¡Vienen entrando los primeros!" Y después oímos solamente un largo pitazo que marcaba, según la señal convenida por este héroe increíble, la caída del Apostadero Naval y también su muerte.
Suboficial preceptor Ernesto González